# Emil Zenz
Emil Zenz (* 24. Juli 1912 in Trier; † 3. Februar 1994 ebenda) war ein deutscher Historiker und Politiker (CDU).
Zenz studierte Geschichte und Germanistik, daneben Anglistik und Philosophie, an den Universitäten Freiburg, London und Köln. 1939 wurde er in Köln mit einer Dissertation über Die politischen und kulturellen Beziehungen zwischen dem Trierer Land und Frankreich am Ende des 18. Jahrhunderts zum Dr. phil. promoviert. Von 1938 bis 1957 war er als Pädagoge im höheren Schuldienst tätig. 1948 heiratete er Erika Relles. Aus der Ehe gingen zwei Kinder hervor. 1951 wurde er Oberstudiendirektor.
Ab 1957 widmete er sich hauptberuflich der Politik. Über zwanzig Jahre lang war er Kulturdezernent („Bürgermeister“) bei und in der Stadt Trier. Daneben veröffentlichte er zahlreiche Bücher, Aufsätze und Rezensionen, vor allem zur Kirchengeschichte des Trierer Raumes und zur Trierer Stadtgeschichte. Darunter fällt auch ein erstes zusammenfassendes Werk zur Geschichte und Entwicklung der Trierer Straßennamen, das seither – auch posthum – mehrfach fortgeschrieben und aktualisiert wurde. Er war zudem Vorsitzender des Denkmalrats Rheinland-Pfalz, gehörte dem Kulturausschuss des Deutschen Städtetags an, war Mitglied der Filmselbstkontrolle und wissenschaftlicher Gesellschaften.
1972 erhielt er das Bundesverdienstkreuz I. Klasse und 1973 den französischen Orden Palmes Académiques. Er war zudem Ehrenmitglied der Großherzoglich Luxemburgischen Akademie.

## Schriften (Auswahl)
- Die Trierer Universität 1473 bis 1798. Ein Beitrag zur abendländischen Universitätsgeschichte. Paulinus, Trier 1949.
- 200 Jahre Trierer Zeitungen. Ein Beitrag zur Trierer Zeitungsgeschichte. Paulinus, Trier 1952.
- als Hrsg.: Die Taten der Trierer. Gesta Treverorum. 8 Bände. Paulinus, Trier 1955–1965.
- Die kommunale Selbstverwaltung der Stadt Trier. 1959.
- Kulturbüro der Stadt Trier (Hrsg.): Straßennamen der Stadt Trier: Ihr Sinn und ihre Bedeutung. 1. Auflage. Trier 1961.
- Trier im 18. Jahrhundert. 1700–1794. Spee, Trier 1981.
- Geschichte der Stadt Trier 1900–1945. 3 Bände. 1967–1973.